# Manuel Tur
Manuel Tur (* 1986 in Essen) ist ein deutscher Musiker, Labelgründer und DJ. Mit einer Mischung aus Deep House und Funk, teilweise mit Stilmitteln aus dem French House, produziert er in den Genres der elektronischen Tanzmusik House und Electro. Er verwendet die Künstlernamen „Arcade Mode“, „Blackbird“, „Jermaine Jones“ und „Tweeq“ und veröffentlichte auch in den Duos „Knabberbox“ (mit Patrick Alavi) und „Manuel Tur & Dplay“.

## Leben
In seiner Jugend begann Tur, zusammen mit „Dj Sel“, an den Plattentellern zu mixen und zu produzieren. Die Einflüsse von Ian Pooley, „Swag“ und Sébastien Léger setzte er in seinen vielseitigen Sound um. Mit 16 Jahren veröffentlichte Tur sein Debütalbum „Caissa / Italo Fake“ auf dem Label Mada Music. Danach folgten weitere Projekte mit Sébastien Légers Last-Resort-Production-Label „Bits Music“, „Brickhouse Tracks“ aus Deutschland und dem französischen Label „Dynamic Recordings“, sowie die 12″-Single „Your Love“ auf dem schwedischen Label „Refune Records“ unter dem Pseudonyme Arcade Mode.
2006 gründete er „Smokestack Recordings“, auf dem seine Single The Soulkraut EP veröffentlicht wurde.

## Diskografie

### Singles & Alben
| Jahr | Titelname                                          | Label              |
| ---- | -------------------------------------------------- | ------------------ |
| 2002 | Manuel Tur – Caissa / Italo Fake                   | Mada Music         |
| 2003 | Manuel Tur – Bad Habits EP                         | Bits Music         |
| 2003 | Arcade Mode – Your Love                            | Refune Records     |
| 2003 | Knabberbox (mit Patrick Alavi) – Rezpect           | Brickhouse Tracks  |
| 2004 | Manuel Tur – Gran Turismo EP                       | Cyclik             |
| 2004 | Manuel Tur – Summertime / Soul Brother / Brickster | Dynamic Recordings |
| 2004 | Manuel Tur – The Broken Toy EP                     | Mada Music         |
| 2004 | Manuel Tur – Tonight / In The Air                  | Stamina Recordings |
| 2005 | Manuel Tur – Close To Intention EP                 | Agave Records      |
| 2005 | Manuel Tur – Feel The Music                        | Stamina Recordings |
| 2005 | Tweeq – Happy Hour EP                              | Opaque Music       |
| 2005 | Blackbird – All Star EP                            | Starfire Records   |

| Jahr | Titelname                                      | Label                 |
| ---- | ---------------------------------------------- | --------------------- |
| 2005 | Blackbird – Only Thing EP                      | Poolboy               |
| 2006 | Manuel Tur – Ain’t No                          | Opaque Music          |
| 2006 | Manuel Tur – Axiom EP                          | So Sound Recordings   |
| 2006 | Manuel Tur – In The Ghetto EP                  | Agave Records         |
| 2006 | Manuel Tur – The Soulkraut EP                  | Smokestack Recordings |
| 2006 | Manuel Tur & Roman Salzger – You Won’t Change  | Electraluxe           |
| 2007 | Manuel Tur – Acorado                           | Freerange Records     |
| 2007 | Manuel Tur – Multiverse EP                     | Conya                 |
| 2007 | Manuel Tur & Dplay – Clock Shift EP            | Compost Records       |
| 2007 | Manuel Tur & Dplay – Portamento EP             | Freerange Records     |
| 2007 | Manuel Tur & Dplay – Rest Your Senses / Lobata | Drumpoet Community    |

### Exklusive Tracks
| Jahr | Titelname                | Kompilation        | Label         |
| ---- | ------------------------ | ------------------ | ------------- |
| 2005 | Manuel Tur – On The Beat | Jackmovers One     | Jackmoves     |
| 2006 | Manuel Tur – Missing It  | Summer Sampler '06 | Agave Records |

| Jahr | Titelname                    | Kompilation       | Label     |
| ---- | ---------------------------- | ----------------- | --------- |
| 2007 | Manuel Tur – Release The Dub | Supercity Vol. 01 | Supercity |
| 2007 | Manuel Tur – Day Return      | Supercity Vol. 02 | Supercity |

### Remixe
| Jahr | Titelname                       | Label                |
| ---- | ------------------------------- | -------------------- |
| 2003 | ComboStar – In My Soul          | Chateau Funk         |
| 2004 | Dave Armstrong – Make Your Move | Eyezcream Recordings |
| 2005 | Wize – Exhibition               | Ledge Music          |
| 2006 | Supa Channel – Burn Hard        | Chateau Funk         |
| 2006 | Matt Turner – Flashback         | Chateau Funk         |

| Jahr | Titelname                                  | Label                 |
| ---- | ------------------------------------------ | --------------------- |
| 2006 | DJ Sel – Soultwist                         | Greenhouse Recordings |
| 2006 | Geyster – Under The Fuse Of Love           | Somekind Records      |
| 2006 | Joshua Reynolds – Drama                    | Dae Recordings        |
| 2007 | Schmoov! – The Swirl                       | Dae Recordings        |
| 2007 | Bryan Jones & Scud Bloom – Electronic Bump | Control Recordings    |